# サイモン・マークス (初代ブロートンのマークス男爵)
初代ブロートンのマークス男爵、サイモン・マークス（英: Simon Marks, 1st Baron Marks of Broughton、1888年7月9日 - 1964年12月8日）は、イギリスの実業家、貴族。
父マイケル・マークスの創設したマークス&スペンサーを巨大チェーン・ストアに成長させた。

## 経歴
1888年7月9日、マークス&スペンサー創業者マイケル・マークスとその妻ハンナ(旧姓コーエン)の長男として生まれる。
マンチェスター・グラマー・スクールで教育を受ける。1907年の父の死でマークス&スペンサーの事業を継いだ。アメリカのチェーンストアーを研究し、友人イスラエル・シーフとともにマークス&スペンサーを巨大チェーンストアーとして成長させた。
第二次世界大戦中にはナチスの迫害から逃れてきた亡命ユダヤ人の保護にあたった。その功績で1944年にジョージ6世よりナイト爵に叙される。
更に1961年7月10日には女王エリザベス2世より連合王国貴族爵位「カウンティ・オブ・バークシャーにおけるサニングデールのブロートンのマークス男爵（Baron Marks of Broughton, of Sunningdale, in the County of Berkshire）」に叙され、貴族院議員に列した。
1964年12月8日に死去した。爵位は長男マイケルが継承し、会社の事業はシーフが引き継いだ。

## 栄典

### 爵位
- 1961年7月10日、初代ブロートンのマークス男爵(連合王国貴族爵位)[1]

## 家族
1915年、事業仲間のイスラエル・シーフ(一代貴族シーフ男爵)の妹ミリアム(1894〜1971)と結婚した。シーフもマークスの妹を妻に迎えている。
ミリアムとの間に以下の2子を儲けている。
- 第1子（長女）ハンナ・オリーヴ・マークス(1918-2005)
- 第2子（長男）マイケル・マークス(1920-1998)：第2代マークス男爵位を継承。マークス寿子の夫。